# Emily Quesada-Herrera
Emily Quesada-Herrera (Costa Rica, ?) é a primeira mulher trans a conquistar o Prêmio Gutierrez de Melhor Tese em Matemática.

## Biografia
Emily Quesada-Herrera nasceu e viveu na Costa Rica até os 21 anos. Formou-se bacharel em Matemática na Universidade da Costa Rica e mudou-se para o Rio de Janeiro para se tornar pesquisadora em matemática. Realizou sua pesquisa de doutorado no Instituto de Matemática Pura e Aplicada (IMPA) e pós-doutorado na Graz University of Technology (Áustria). Sua área de estudo é a interface da teoria dos números e da análise harmônica.
Quando completou seu doutorado, sentiu-se pronta para iniciar sua transição de gênero:
| “                       | Tive muitas oportunidades que são sistematicamente roubadas da maioria das pessoas trans na América Latina, começando por coisas básicas como educação, mesmo isso vindo com o preço de esconder minha identidade por anos. | ” |
| — Emily Quesada-Herrera | |   |

Durante o processo, teve apoio de pessoas de diversas âmbitos de sua vida: o ex-orientador do IMPA, a família e os colegas da Áustria. Sendo do ramo acadêmico, a adoção de um novo nome também implicou contactar todos os veículos de comunicação científica onde havia publicado, solicitando a atualização dessa informação.

## Prêmio e reconhecimento
- 2023 - Prêmio Gutierrez de Melhor Tese em Matemática.[1]
- 2023 - imagem e relato de sua pesquisa publicados na revista Notices of the American Mathematical Society[1]